# Breakaway
Breakaway је други студијски албум америчке поп певачице Кели Кларксон издат 30. новембра 2004. године. Албум је освојио 2 греми награде на додели награда 2006. године, једну у категорији најбољи поп - вокални албум а другу у категорији најбољи женски поп - вокални перформанс за хит песму Since U Been Gone.
Овај албум је постао најуспешнији албум Кларксонове и најуспешнији албум било ког такмичара Идола до дана данашњег. Само у САД, албум је продат у преко 6 милиона примерака и у мулти-платинумском тиражу. Постао је трећи најпродаванији албум те године у тој земљи и на топ листама се задржао преко 100 недеља. Такође је постао је 29. најпродаванији албум те деценије у САД. У Аустралији је албум постао други најпродаванији албум те исте године и 30. најпродаванији албум свих времена, док је у Канади продат у пола милиона примерака. Овај албум је донео велику популарност Кларксоновој у Уједињеном Краљевству где је постао 8. најпродаванији албум те године и продат је у преко 1,5 милиона копија. Планетарно, продат је у преко 12 милиона примерака.
Са албума је издато 5 синглова, а то су:Breakaway, Since U Been Gone, Behind These Hazel Eyes, Because of You и Walk Away. Први сингл је била песма по којој и албум носи назив, Breakaway. Ово је песма коју је Кларксонова снимила за Дизнијев филм The Princess Diaries 2: Royal Engagement. Други сингл са албума је била песма Since U Been Gone. Песма је имала препознатљив поп-рок звук и постала је један од највећих хитова у свету Кларксонове. После ових, уследили су још и синглови Behind These Hazel Eyes, Because of You и Walk Away који су постали интернационални хитови. Песма Because of You је постала најпродаванији сингл било ког такмичара Идола у свету.
Као подршку албуму, Кларксонова је кренула на светску турнеју која је названа Breakaway World Tour. Турнеја је посетила 133 локације на 3 континента.

## Списак песама
| Бр. | Назив песме                  | Продуцент                        | Трајање |
| --- | ---------------------------- | -------------------------------- | ------- |
| 1.  | Breakaway                    | John Shanks                      | 3:57    |
| 2.  | Since U Been Gone            | Max Martin, Luke Gottwald        | 3:12    |
| 3.  | Behind These Hazel Eyes      | Martin, Gottwald                 | 3:18    |
| 4.  | Because of You               | David Hodges, Ben Moody          | 3:39    |
| 5.  | Gone                         | Shanks                           | 3:27    |
| 6.  | Addicted                     | Hodges, Moody                    | 3:57    |
| 7.  | Where Is Your Heart          | Chantal Kreviazuk, Raine Maida   | 4:39    |
| 8.  | Walk Away                    | Maida, Kara DioGuardi, Kreviazuk | 3:08    |
| 9.  | You Found Me                 | Shanks                           | 3:39    |
| 10. | I Hate Myself for Losing You | Clif Magness                     | 3:20    |
| 11. | Hear Me                      | Magness                          | 3:56    |
| 12. | Beautiful Disaster (Live)    | Toby Francis                     | 4:34    |

## Топ листе и сертификације
| Држава               | Највиша позиција |
| -------------------- | ---------------- |
| Аустралија           | 2                |
| Аустрија             | 3                |
| Белгија              | 3                |
| Канада               | 6                |
| Данска               | 2                |
| Финска               | 6                |
| Француска            | 20               |
| Немачка              | 4                |
| Грчка                | 2                |
| Ирска                | 1                |
| Италија              | 36               |
| Јапан                | 40               |
| Мексико              | 13               |
| Холандија            | 1                |
| Нови Зеланд          | 5                |
| Португал             | 4                |
| Шпанија              | 43               |
| Шведска              | 6                |
| Швајцарска           | 2                |
| Уједињено Краљевство | 3                |
| САД                  | 3                |

| Држава               | Продаја    | Сертификација |
| -------------------- | ---------- | ------------- |
| Аустралија           | 490,000    | 7x Платинаст  |
| Аустрија             | 15,000     | Златан        |
| Белгија              | 50,000     | Платинаст     |
| Бразил               | 30,000     | Златан        |
| Канада               | 500,000    | 5x Платинаст  |
| Данска               | 40,000     | Платинаст     |
| Француска            | 75,000     | Златан        |
| Немачка              | 300,000    | 3x Златан     |
| Мађарска             | 3,000      | Златан        |
| Ирска                | 105,000    | 7x Платинаст  |
| Индонезија           | 15,000     | Платинаст     |
| Мексико              | 50,000     | Златан        |
| Холандија            | 70,000     | Платинаст     |
| Нови Зеланд          | 45,000     | 3x Платинаст  |
| Норвешка             | 40,000     | 2x Златан     |
| Португал             | 10,000     | Златан        |
| Сингапур             | 10,000     | Платинаст     |
| Јужна Африка         | 40,000     | Платинаст     |
| Шведска              | 60,000     | Платинаст     |
| Швајцарска           | 30,000     | Платинаст     |
| Уједињено Краљевство | 1,540,000  | 4x Платинаст  |
| САД                  | 6,237,000  | 6x Платинаст  |
| Свет                 | 12,000,000 | –             |